# Hold My Hand (Lady-Gaga-Lied)
Hold My Hand ist ein Rocksong von Lady Gaga und Teil des Soundtracks zum Actionfilm Top Gun: Maverick mit Tom Cruise in der Hauptrolle. Das Stück war bei den 95. Academy Awards in der Kategorie „Bester Song“ für einen Oscar nominiert. 

## Liedtext

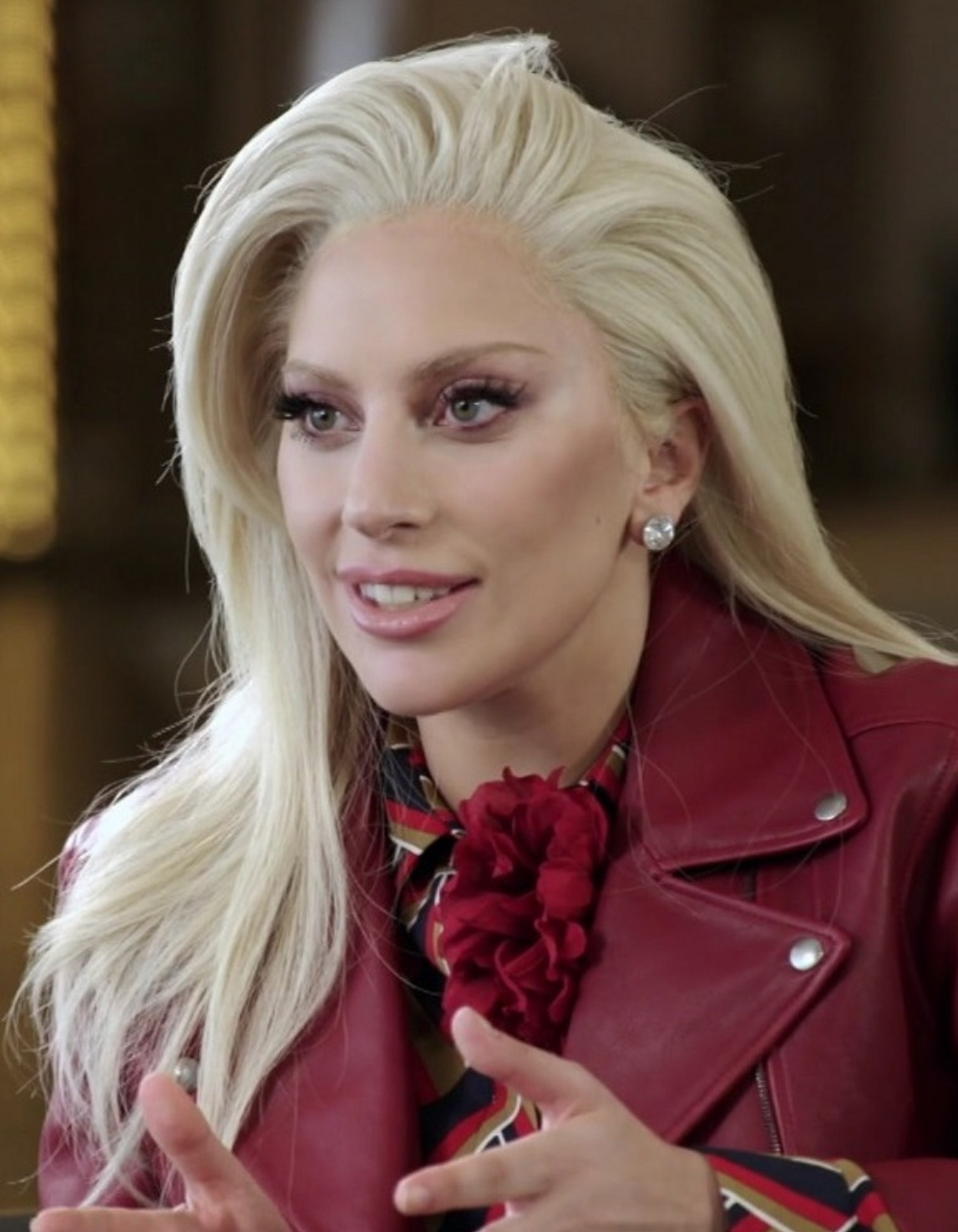
Lady Gaga (2016)

Das Lied handelt davon, dass man niemals allein sei, egal was einem auch geschehe. Immer gebe es Hoffnung. Wichtig sei jedoch, dass einer dem anderen die Hand reiche und diese nicht loslasse. Denn es sei eine Tatsache, dass jeder Mensch Schmerz erlebe. Wir sollten diesen aber nicht verstecken, sondern ruhig offen zeigen. Nur so könne unser Gegenüber auf unser Leid eingehen und uns helfend zur Seite stehen.
Lady Gaga äußerte über das Lied und die Bedeutung, die in dem Text stecke, dass es ihr Ziel gewesen sei, einen Song zu machen, der das tiefe Bedürfnis eines Menschen ausdrücke, verstanden zu werden und andere zu verstehen. Sie habe musikalisch „die Sehnsucht nach Nähe“, in einer Welt, in der „wir uns so weit voneinander entfernt fühlen“, ausdrücken wollen.
Das Lied wurde ursprünglich in der Tonart G-Dur veröffentlicht und beginnt mit G/D/C/G/D-Akkordfolgen mit drei Intro-Takten, bevor der Text einsetzt: „Hold my hand, everything will be okay. I heard from the heavens that clouds have been gray. Pull me close, wrap me in your aching arms“ (frei übersetzt: „Halte meine Hand, alles wird gut. Ich sah, dass die Wolken am Himmel grau geworden waren. Zieh mich an dich, umhülle meinen Schmerz mit deinen mich umschlingenden Armen“).

## Hintergrund
Das Lied entstand einige Jahre vor der Verwendung in Top Gun: Maverick. Lady Gaga sagte, das gewisse Etwas habe bei dem Lied stets gefehlt. Tom Cruise war der Meinung, das Lied sei das fehlende Puzzleteil des Films und zeigte sich davon überzeugt, dass der Film erst reif fürs Kino geworden sei, als man Lady Gaga mit ins Boot geholt habe, die ihren Song Hold My Hand für den Film zur Verfügung gestellt habe. Die Partitur sei zum Herzschlag des Films geworden. 
Ihm sei sofort bewusst gewesen, dass dieses Lied die Kraft habe, die Geschichte des Films emotional aufzubereiten. Im Film läuft Hold My Hand während einer Barszene, in der die von Jennifer Connelly gespielte Penny und ihre Tochter sich unterhalten. Der vollständige Song wird zum Ende des Films gespielt, als Penny und Maverick in seinem Flugzeug in den Sonnenuntergang fliegen.

## Musikvideo
Das begleitende Musikvideo wurde von Joseph Kosinski, dem Regisseur von Top Gun: Maverick, inszeniert und am 6. Mai 2022 veröffentlicht. Es zeigt Lady Gaga, die das Lied an wechselnden Orten singt, und wird durchzogen von Szenen aus beiden Top-Gun-Filmen. Lady Gaga trägt die originale Fliegerbomberjacke, die Cruise als Maverick im ersten Top-Gun-Film trug. Auf dem Höhepunkt des Songs tauscht Lady Gaga das Tanktop unter der Jacke gegen ein durchsichtiges Kleid aus, das im Wind zu explodieren scheint. Das Kleid stammt von der ukrainischen Designerin Lessa Verlingieri, das sie für ihre Marke Lever Couture entworfen hat. 
Gegenüber dem Paper Magazine enthüllte Verlingieri, die seit 2011 mit Lady Gaga zusammenarbeitet, dass das Kleid aus 200 Yards Stoff gefertigt worden sei und sie sich von einem Fallschirm sowie anderer Performance-Kleidung Inspirationen geholt habe. Sie habe gewollt, dass Lady Gaga so aussehe, als habe sie sich in der Wüste verlaufen, wobei das Kleid Unabhängigkeit, Tapferkeit und Überleben repräsentieren solle.

## Rezeption

### Preise
Der Song erhielt diverse Nominierungen bei Preisverleihungen, darunter die für den Oscar und den Golden Globe Award für den besten Originalsong, für den Grammy Award in der Kategorie „Bester Song, der für visuelle Medien geschrieben wurde“ sowie den Critics’ Choice Movie Award für den besten Song.
- 2022: Hollywood Music in Media Awards – „Bester Original Song in einem Film“ – nominiert
- 2022: People’s Choice Awards – Song of 2022 – Nominiert
- 2022: RTHK International Pop Poll Awards – Top Ten International Gold Songs – nominiert
- 2022: World Soundtrack Awards – „Bester Original-Song“, geschrieben für einen Film – nominiert
- 2023: Critics’ Choice Awards – „Bester Song“ – nominiert
- 2023: Georgia Film Critics Association – „Bester Original-Song“ – gewonnen
- 2023: Golden Globe Awards – „Bester Original-Song in einem Film“ – nominiert
- 2023: Grammy Awards – „Bester Song für visuelle Medien“ – nominiert
- 2023: Guild of Music Supervisors Awards – „Bester Song in einem Film“ – ausstehend
- 2023: Hollywood Critics Association – „Bester Original-Song“ – nominiert
- 2023: Houston Film Critics Society – „Bester Original-Song“ – nominiert
- 2023: Lumiere Awards – „Bester Original-Song“ – gewonnen
- 2023: Satellite Awards – „Bester Original-Song“ – ausstehend
- 2023: Society of Composers & Lyricists – „Bester Original-Song für eine dramatische visuelle Medienproduktion“ – nominiert
- 2023: Academy Awards – „Bester Song“ – nominiert

### Rezeption
Die Resonanz auf das Lied war gemischt bis positiv. So meinten Kritiker, erkannt zu haben, dass die Inspiration für den Song von den Power-Balladen der 1980er Jahre herrühre, dem Jahrzehnt, in dem der Originalfilm Top Gun – Sie fürchten weder Tod noch Teufel (1986) veröffentlicht worden war. In der Variety hieß es, Hold My Hand sei eine in die Höhe schnellende Rockmelodie mit Geigen und Gitarrenlicks, die auf die Power-Balladen der 80er Jahre zurückgehe.
Laut Lars Brandle von Billboard erinnere der Song sehr eng an Berlins Take My Breath Away und an Kenny Loggins Danger Zone. Andere Musikkritiker verglichen das Lied mit Songs wie Open Arms von Journey, Alone von Heart und Lady Gagas eigener Single The Edge of Glory.
Der Musikkritiker Robin Murray von Clash nannte das Lied einen Triumph des Bombasts. Für Jazz Tangcay von Variety stellte sich der Song als eingängiger Ohrwurm mit einem starken Gitarrensolo dar, der auf dem besten Weg sei, ein Oscar-Spitzenreiter im Song-Rennen zu sein. Ähnlich sah das auch Nancy Tartaglione von Deadline Hollywood, die meinte, der Siegeszug des Songs könne bis zu den Oscars gehen. Das New York Magazine schrieb, das Lied fühle sich an wie der aufrichtige Versuch, die inspirierendste Abspannballade aller Zeiten zu sein.
Für Gemma Samways vom Evening Standard handelt es sich um eine sentimentale Ballade, so brillant übertrieben, dass man sich einfach nicht vorstellen könne, dass es irgendein anderer großer Popkünstler schaffe, diese zu übertrumpfen. Auch Stuart Heritage von The Guardian fand das Lied bombastisch und emotional, es enthalte alles, was man sich von einer Power-Ballade von Lady Gaga nur wünschen könne.
Allerdings gibt es auch andere Meinungen, so schrieb Michael Cragg, ebenfalls beim Guardian, dass Hold My Hand zwar leicht überwältigend, aber doch aufgebläht und schlaff sei. Auch für Melissa Ruggieri handelt es sich nur um eine mittelmäßige Ballade. Während Nick Levine von NME von einem lauen Lied sprach, stellte Carly May Gravley vom Dallas Observer fest, es sei eine unvergessliche Single. Der Song diente zudem als Zugabe für Lady Gagas Stadiontournee 2022 The Chromatica Ball.

## Kommerzieller Erfolg

### Chartplatzierungen
| ChartsChartplatzierungen       | Höchstplatzierung | Wochen |
| ------------------------------ | ----------------- | ------ |
| Deutschland (GfK)              | 72 (20 Wo.)       | 20     |
| Österreich (Ö3)                | 32 (23 Wo.)       | 23     |
| Schweiz (IFPI)                 | 5 (30 Wo.)        | 30     |
| Vereinigte Staaten (Billboard) | 49 (10 Wo.)       | 10     |
| Vereinigtes Königreich (OCC)   | 24 (16 Wo.)       | 16     |

| ChartsJahrescharts (2022) | Platzierung |
| ------------------------- | ----------- |
| Schweiz (IFPI)            | 39          |

### Auszeichnungen für Musikverkäufe
| Land/Region                  | Auszeichnungen für Musikverkäufe (Land/Region, Auszeichnung, Verkäufe) | Verkäufe  |
| ---------------------------- | ---------------------------------------------------------------------- | --------- |
| Australien (ARIA)            | Platin                                                                 | 70.000    |
| Belgien (BRMA)               | Gold                                                                   | 20.000    |
| Brasilien (PMB)              | Platin                                                                 | 40.000    |
| Dänemark (IFPI)              | Gold                                                                   | 45.000    |
| Frankreich (SNEP)            | Diamant                                                                | 333.333   |
| Italien (FIMI)               | Platin                                                                 | 100.000   |
| Kanada (MC)                  | Platin                                                                 | 80.000    |
| Neuseeland (RMNZ)            | Platin                                                                 | 30.000    |
| Österreich (IFPI)            | Platin                                                                 | 30.000    |
| Polen (ZPAV)                 | 2× Platin                                                              | 100.000   |
| Schweiz (IFPI)               | Platin                                                                 | 20.000    |
| Spanien (Promusicae)         | Gold                                                                   | 30.000    |
| Vereinigtes Königreich (BPI) | Gold                                                                   | 400.000   |
| Insgesamt                    | 4× Gold · 9× Platin · 1× Diamant ·                                     | 1.298.333 |

Hauptartikel: Lady Gaga/Auszeichnungen für Musikverkäufe